# Adam (biljna vrsta)
Adam (adam cvijet, slonovo uho, lat. Alocasia odora), biljna vrsta iz porodice kozlačevki, raširena na istoku i jugoistoku Azije, od Assama na istok do Japana i Bornea.
To je zimzelena trajnica velikih srcolikih listova (do 90 cm) i cvjetova karakterističnih za kozlace. Plod je sjajna crvena boba
Može narasti do 240 cm (8 stopa). Danas je uvezena u razne krajeve svijeta pa i u Hrvatsku, gdje se uzgaja kao ukrasna sobna biljka.
- A. odora, plod
- A. odora, cvijet
- A. odora, list

## Vanjske poveznice
- Alocasia Odora

|  | Zajednički poslužitelj ima još gradiva o temi Alocasia odora |
|  | Wikivrste imaju podatke o taksonu Alocasia odora             |